# ابولیث طبری گرگانی
ابولیث طبری گرگانی از شاعران گرگانی قرن چهارم می باشد.
عوفی در "لباب‌الالباب" وی را از شاعران دربار آل سبکتکین می‌داند. ابوریحان بیرونی در "آثار الباقیه" و ثعالبی در "یتیمهٔ‌الدهر" و عبدالجبار عتبی در "تاریخ یمینی" او را در شمار شاعران مداح قابوس بن وشمگیر آورده‌اند. ابوریحان در کتاب مذکور می‌گوید که قابوس هنگام دادن عطا در نوروز و مهرگان به شاعران ، توزیع آن را بر حسب درجات به ابوالیث محول می‌کرد.